# Mordfall Peggy Hettrick
Der Mordfall Peggy Hettrick betrifft den Mord an Peggy Hettrick in Fort Collins, Colorado (USA), aus dem Jahr 1987.
In Zusammenhang mit dem Mord wurde Tim Masters im Jahr 1999 zunächst zu einer lebenslangen Haft verurteilt, dann 2008 mit Hilfe der DNA-Analyse vom Mordvorwurf entlastet und freigesprochen. Der Fall Hettrick erlangte internationale Aufmerksamkeit, weil Masters zu Unrecht fast zehn Jahre im Gefängnis einsitzen musste.
Der Fall gilt seit der Freilassung bzw. der Feststellung der Unschuld Masters’ als ungeklärt.

## Hintergrund
Am 11. Februar 1987 entdeckte ein Radfahrer auf einem Feld in Fort Collins die durch Messerstiche, vor allem im Genitalbereich, verstümmelte Leiche der 37-jährigen Peggy Hettrick. Späteren Ermittlungen zufolge wurde Hettrick Opfer eines Sexualverbrechens; ihrem Mord ging eine Vergewaltigung voraus. Gerichtsmediziner datierten den Tod auf eine Zeit zwischen 1:30 und 3:30 Uhr morgens. Als mittelbare Todesursache wurde ein einzelner Stich in den Rücken der Frau festgestellt.
In unmittelbarer Nähe des Feldes lebte der damals 15-jährige Tim Masters mit seinem Vater. Auf dem Weg zur Schule sah er die Leiche, meldete diese Beobachtung aber nicht, da er den toten Körper irrtümlicherweise für eine Puppe hielt. Masters Vater hingegen berichtete der Polizei, er hätte seinen Sohn an diesem Morgen auf dem Feld am Fundort der Leiche gesehen. Dies nahm die Polizei von Fort Collins zum Anlass, Masters direkt aus der Schule auf das zuständige Revier zu holen und zu befragen.

### Tim Masters
Timothy Lee Masters (* 25. Juni 1971) wurde in Fort Collins geboren und besuchte dort die High School. Seine Mutter verstarb 1982, seitdem lebte er allein mit seinem Vater. Nach Abschluss der High School ging Masters zur US Army und absolvierte dort eine Mechanikerausbildung. Bis zu seiner Verurteilung im Jahre 1999 war er dort beschäftigt.

## Ermittlungen und Verurteilung
Die polizeilichen Ermittlungen konzentrierten sich im weiteren Verlauf auf den 15-jährigen Masters, der bei mehreren Verhören seine Unschuld beteuerte. Ferner konnten keine körperlichen Spuren am Tatort festgestellt werden, die auf ihn schließen ließen. Fingerabdrücke sowie gefundene Haare an der Leiche stammten nicht von ihm. Dennoch erwirkten die Beamten einen Hausdurchsuchungsbefehl. Dabei entdeckte die Polizei stapelweise Papiere mit von Masters erstellten Zeichnungen, in denen sich Gewaltfantasien widerspiegelten. Auch Sexualverbrechen waren zeichnerisch von Masters dargestellt worden. Außerdem wurde eine umfangreiche Pornosammlung gefunden, darüber hinaus mehrere Messer. Insgesamt 1000 Papiere stellte die Polizei sicher. Fundierte Hinweise auf Masters als Täter blieben allerdings aus. Blut von Peggy Hettrick an einem der zahlreichen Messer konnte nicht gefunden werden.
1992 führte Masters ein Gespräch mit einem ehemaligen Schulkameraden aus der High School, in dessen Verlauf es auch um den Mord an Peggy Hettrick gegangen sein soll. Dabei soll Masters Details preisgegeben haben, die nur der Täter hätten wissen können. Die angeblich neuen Informationen wurden an die Ermittlungsbehörden weitergegeben. Daraufhin wurde Masters erneut verhört und erklärte, er habe die Informationen von einem Bekannten aus Fort Collins erhalten. 1997 dann gab der für den Mordfall zuständige Inspektor die beschlagnahmten Zeichnungen an einen Psychologen weiter, der sie zu analysieren begann. Er kam zu dem Schluss, dass Masters’ Psyche von Gewalt- und Sexfantasien beherrscht sei und er als Täter durchaus in Frage kommen würde.
Basierend auf diesen Zeichnungen, besonders auf einer, die den Mord an einer Frau bzw. die Verstümmlung der Vagina darstellte, wurde das Verfahren gegen Masters eröffnet. Er wurde durch Schuldspruch der Jury, trotz Bedenken einiger Geschworener, zu einer lebenslangen Freiheitsstrafe verurteilt.

## Berufungsverfahren
Masters’ Anwalt legte gegen das Urteil mehrfach Berufung ein, doch dies scheiterte. Im Januar 2008 wurde in den Niederlanden eine DNA-Analyse an Kleidungsstücken Peggy Hettricks durchgeführt. Das ermittelte DNA-Profil passte nicht zu Timothy Masters. Damit war seine Unschuld unweigerlich bewiesen. Wenige Tage nach Bekanntwerden des Ergebnisses der DNA-Untersuchung wurde Masters per Gerichtsbeschluss aus der Haft entlassen.

## Weitere Verdächtige
In Zusammenhang mit dem Mord an Peggy Hettrick gerieten zwei weitere Personen ins Visier der Strafverfolgungsbehörden. Dazu zählte zum einen Dr. Richard Hammond, der bereits wegen sexueller Vergehen vorbestraft war. Er hatte heimlich Filmaufnahmen von Frauen gemacht, insbesondere von ihren Geschlechtsteilen. Die Kamera hatte Hammond auf der Damentoilette seiner Arztpraxis in Fort Collins installiert. Auch Hammond lebte, wie Masters, in unmittelbarer Nähe des Tatortes.
Im März 1995 starb Hammond durch Suizid.
Bei der DNA-Analyse wurden 2008 Spuren von Matthew Zoellner, einem ehemaligen Freund des Opfers, an Peggy Hettrick festgestellt. Doch konnte Zoellner keine Tatbeteiligung nachgewiesen werden.

## Sonstiges
In Deutschland erfuhr die Öffentlichkeit insbesondere durch die TV-Doku-Serie „Autopsie – Mysteriöse Todesfälle“ auf RTL II von dem Fall Hettrick. Da die Folge jedoch vor seinem Freispruch entstand, wird Masters durchweg als schuldig dargestellt. Die Folge endet mit seiner Verurteilung zu lebenslanger Haft.